# Theresienhöhe

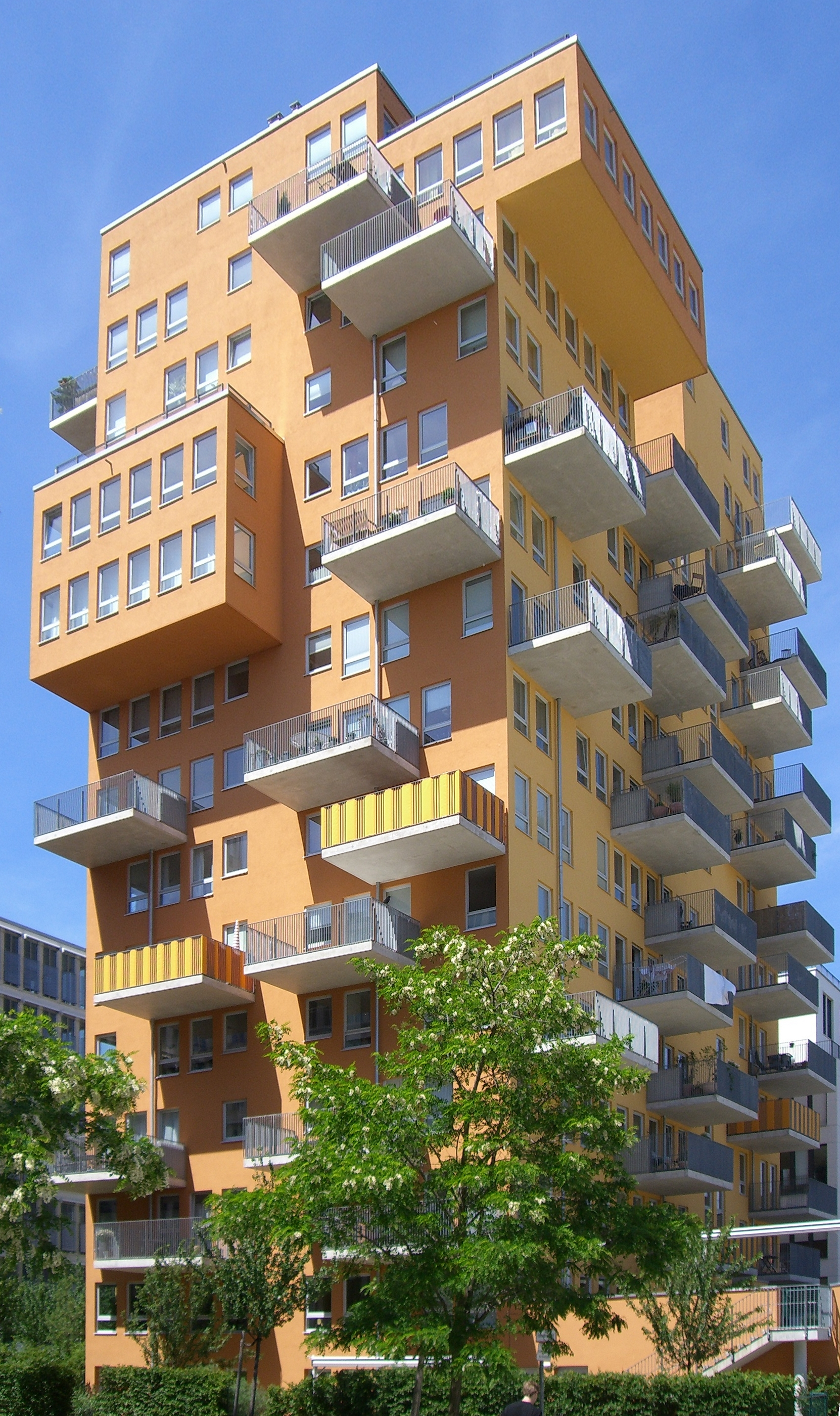
Gebäude Park Plaza von Otto Steidle auf der Münchner Theresienhöhe

Die Theresienhöhe ist ein Stadtteil Münchens, dessen Ausdehnung über die Straße Theresienhöhe und deren gleichnamige Umgebung hinausgeht. Er ist Teil der Stadtbezirke Schwanthalerhöhe und Sendling.

## Geschichte
Von 1843 bis 1853 wurde auf dem Gelände oberhalb der Theresienwiese die Bavaria mit der Ruhmeshalle nach Plänen Leo von Klenzes errichtet, umgeben vom Bavariapark (bis 1850 „Theresienhain“, später auch „Bavariahöhe“ genannt). Ab 1900 wurde von Gabriel von Seidl das Gesamtkonzept dieses Ausstellungsparks entwickelt, zum 750-jährigen Stadtjubiläum im Jahre 1908 wurde er eröffnet. Ein Jahr später wurde ein Vergnügungspark als Sommernutzung eröffnet, der 1934 wieder geschlossen wurde. 1922 wurde hier die Deutsche Gewerbeschau München durchgeführt. In den Jahren 1925 (Deutsche Verkehrsausstellung 1925) und 1953 fanden große deutsche Verkehrsausstellungen auf dem Gelände statt, 1965 die erste Weltausstellung des Verkehrs. Für die Olympischen Spiele 1972 errichtete man die Ringerhalle. Bis 1991 wurde das Messegelände immer wieder ausgebaut und um weitere Hallen ergänzt. Drei vom Münchener Stadtbaurat Wilhelm Bertsch entworfene ehemalige Messehallen (heute Verkehrszentrum des Deutschen Museums) sowie der Bavariapark stehen heute unter Denkmalschutz.

## Neuer Stadtteil

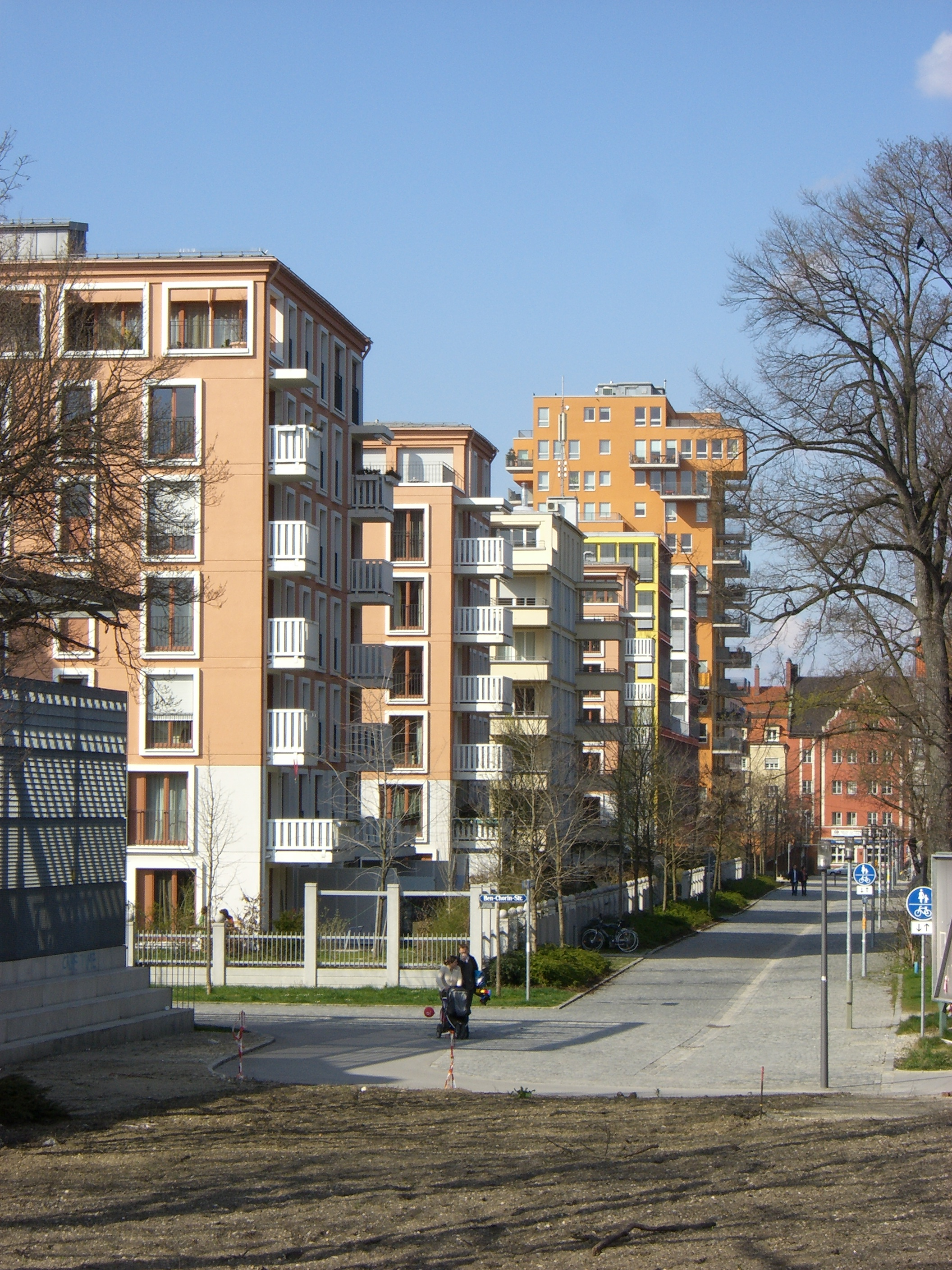
Wohngebäude an der Theresienhöhe

Da die Messe München 1998 in die neue Messestadt Riem umzog, wurde das ehemalige Ausstellungsgelände am Rand der Innenstadt, in direkter Nachbarschaft zur Theresienwiese, als neues Stadtquartier mit einer Fläche von 47,1 Hektar überplant. Es wurden Bürogebäude sowie 1.400 Wohnungen gebaut. In den historischen Hallen I, II und III des alten Messegeländes wurde in zwei Schritten 2003 und 2006 das Verkehrszentrum des Deutschen Museums eröffnet.

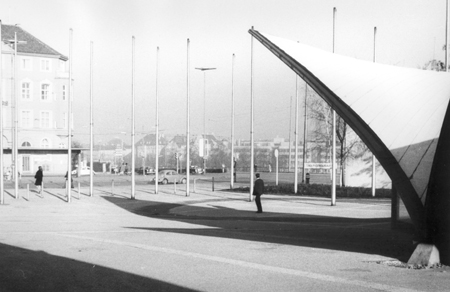
Nordeingang Alte Messe München 1968

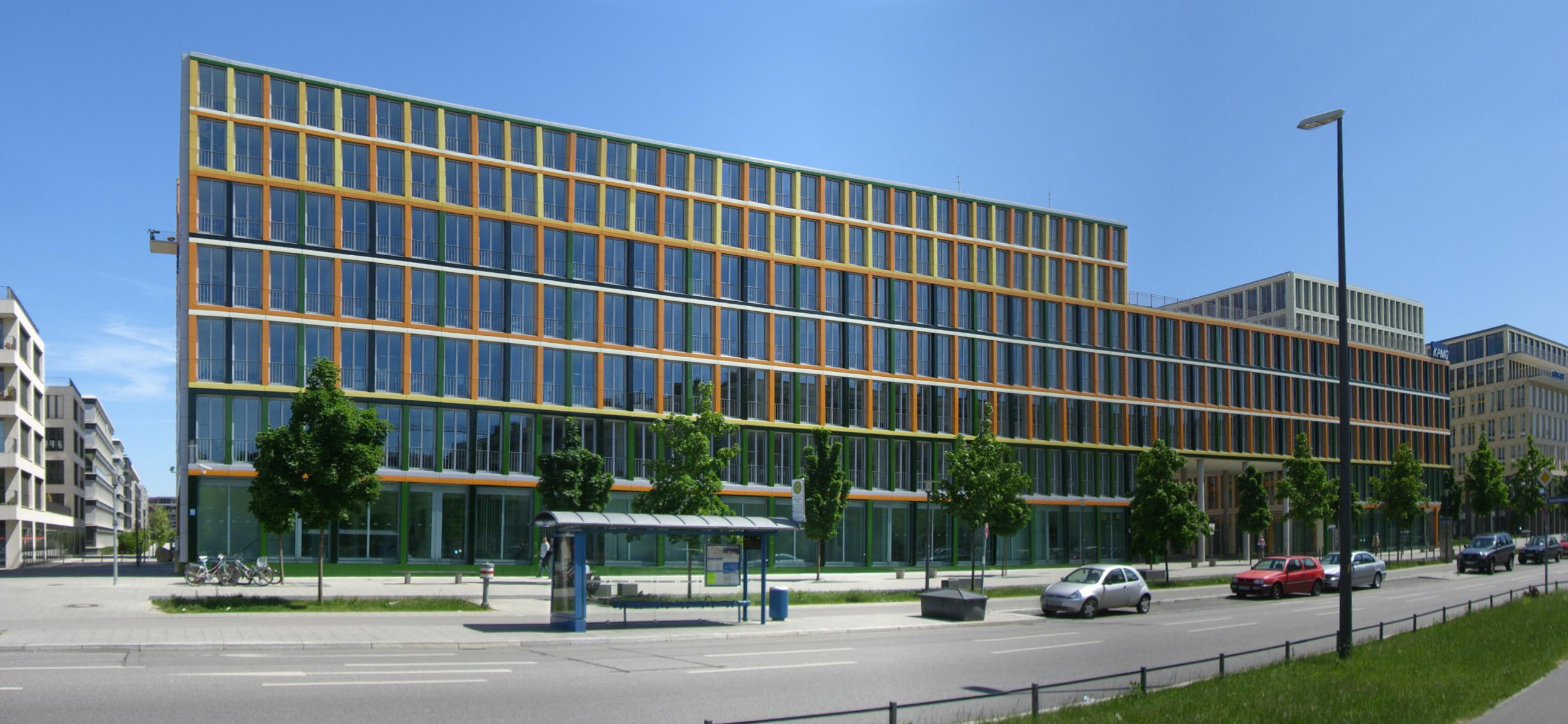
KPMG-Gebäude

Das Gesamtkonzept des Stadtteils wurde auf Grundlage eines städtebaulichen Ideenwettbewerbes des Jahres 1996 entwickelt. Wettbewerbssieger war das Büro des Münchener Architekturprofessors Otto Steidle, zusammen mit dem Landschaftsarchitektur-Büro Thomanek und Duquesnoy (Berlin).